# 오카와정 (후쿠오카현)
오카와정(大川町)은 일본 후쿠오카현 미즈마군에 설치되었던 정이다. 현재의 오카와시의 일부에 해당한다.